# عبد الرحمن وحيد
عبد الرحمن وحيد (بالإندونيسية: Abdurrahman Wahid)‏ (الشهير ب: Gus Dur)؛ (7 سبتمبر 1940 - 30 ديسمبر 2009 )، رئيس إندونيسيا بالفترة من 20 أكتوبر 1999 إلى 23 يوليو 2001.
اشتق لقبه الشهير Gus Dur، من Gus، وهو لقب شرفي شائع لأبناء الكايي (معلم ديني)، من المقطع bagus ('فتى وسيم' باللغة الجاوية ) ؛ وDur، تصغير من اسمه Abdurrahman عبد الرحمن.
بعد الانتهاء من تعليمه الثانوي في إندونسيا سافر إلى مصر للدراسة في جامعة القاهرة حيث درس لعدة سنوات، وأجاد العربية، وصرح إنه كان مولعا بمشاهدة الأفلام المصرية وخاصة للفنانة هند رستم. ثم سافر إلى العراق حيث حصل على البكالوريوس من جامعة بغداد.
تولّى رئاسة جمعية نهضة العلماء (أكبر جمعية إسلامية رسمية بالعالم - 25 مليون عضو) بعد وفاة مؤسسها والده. كما إنه عضو بمركز شيمون بيريز للسلام بإسرائيل من منتصف التسعينات. وهو بحالة صحية متدهورة من قبل توليه الرئاسة، وأصيب بالعمى نتيجة إصابته بعدة نوبات القلبية. اتهم بالفساد وأقاله البرلمان الإندونيسي من منصبة كرئيس في 23 يوليو 2001.

## بداية حياته
ولد عبد الرحمن الدخيل في اليوم الرابع من الشهر الثامن من التقويم الإسلامي عام 1940 في جومبانغ بجاوة الشرقية، والده لعبد الواحد حسيم وأمه سيتي شعلة. أدى ذلك إلى الاعتقاد بأنه ولد في 4 أغسطس؛ في التقويم الميلادي، وبذلك ولد عبد الرحمن بالفعل في 4 شعبان، أي ما يعادل 7 سبتمبر 1940.
سمي على اسم عبد الرحمن الأول الخليفة الأموي الذي جاء بالإسلام إلى إسبانيا، وبالتالي لُقّب بـ«الفاتح». كان يُطلق عليه بحسب نظام التسمية العربية التقليدي «عبد الرحمن بن وحيد». عائلته جاوية العرق من أصول مختلطة صينية وعربية مع بعض الدم الأصلي. ينحدر من سلالة والده مبشر إسلامي معروف من الصين هو سيخ عبد القادر تان كيم هان الذي كان تلميذًا لسنان نجامبيل دينتا (رادين رحمت بونغ سوي هوو)، أحد الأولياء التسعة المقدسين الذين أصبحوا من أوائل الملوك الإسلاميين في جاوة، والذين أسلموا جاوة في القرنين الخامس عشر والسادس عشر.
كان أكبر إخوته الخمسة، وولد في عائلة مرموقة جدًا في مجتمع جاوة الشرقية المسلم. كان جده لأبيه، هاشم أسيئاري، مؤسس نهضة العلماء (NU) بينما كان جده لأمه، بسري سيانسوري أول معلم مسلم يقدم دروسًا للنساء. كان والد وحيد، وحيد هاشم، منخرطا في الحركة القومية وأول وزير للشؤون الدينية في إندونيسيا.
في عام 1943، انتقل وحيد من جومبانغ إلى جاكرتا حيث كان والده يعمل مع المجلس الاستشاري للمسلمين الإندونيسيين (ماسيومي)، وهي منظمة أنشأها الجيش الإمبراطوري الياباني الذي احتل إندونيسيا في ذلك الوقت. بعد إعلان الاستقلال الإندونيسي في 17 أغسطس 1945، عاد وحيد إلى جومبانغ وبقي هناك خلال الكفاح من أجل الاستقلال عن هولندا خلال الثورة الوطنية الإندونيسية. في نهاية الحرب عام 1949، انتقل وحيد إلى جاكرتا حيث عمل والده وزيرًا للشؤون الدينية. تلقى تعليمه في جاكرتا، وذهب إلى مدرسة كريس الابتدائية قبل الانتقال إلى مدرسة ماترامان بيرواري الابتدائية. شجعه والده على قراءة الكتب والمجلات والصحف غير الإسلامية لتوسيع آفاقه. مكث في جاكرتا مع أسرته حتى بعد عزل والده من منصب وزير الشؤون الدينية في عام 1952. في أبريل 1953، توفي والد وحيد في حادث سيارة.
في عام 1954، بدأ وحيد في المدرسة الإعدادية. في ذلك العام، فشل في التخرج إلى العام التالي واضطر إلى الإعادة. ثم قررت والدته إرساله إلى يوجياكارتا لمواصلة تعليمه. في عام 1957، بعد تخرجه من المدرسة الإعدادية، انتقل إلى ماجيلانج لبدء تعليم المسلمين في تيجالريجو بيسانترين (مدرسة إسلامية). أنجز دراسته في مدرسة تيجالريجو بيسانترين في غضون عامين بدلًا من الأربعة المعتادة. في عام 1959، عاد إلى جومبانغ إلى بيسانترين تامباكبيرس. هناك، بينما كان يواصل تعليمه الخاص، تلقى وحيد أيضًا وظيفته الأولى كمدرس، ثم كمدير لمدرسة تابعة لبيسانترين. وجد وحيد أيضًا عملًا كصحفي في مجلات مثل هوريزون ومجلة بودايا جايا.

## الرئاسة

### 1999
كانت أول حكومة برئاسة وحيد (أطلق عليها اسم حكومة الوحدة الوطنية) عبارة عن حكومة ائتلافية تتألف من أعضاء من مختلف الأحزاب السياسية. مثلت أيضًا غير الحزبيين والجيش الوطني الإندونيسي (المعروف سابقًا باسم ABRI) في مجلس الوزراء. أجرى وحيد إصلاحين إداريين. كان الإصلاح الإداري الأول هو إلغاء وزارة الإعلام، السلاح الرئيسي لنظام سوهارتو في السيطرة على وسائل الإعلام، بينما كان الإصلاح الإداري الثاني هو حل وزارة الرفاه التي كانت فاسدة في ظل نظام سوهارتو.
في نوفمبر، خرج وحيد بأول رحلة خارجية له، إذ زار الدول الأعضاء في الآسيان واليابان والولايات المتحدة الأمريكية وقطر والكويت والأردن. وأعقب ذلك في ديسمبر بزيارة إلى جمهورية الصين الشعبية.
بعد شهر واحد فقط في حكومة الوحدة الوطنية، أعلن الوزير التنسيقي لرعاية الشعب حمزة هاز استقالته في نوفمبر. كان هناك شك في أن الاستقالة جاءت بسبب مزاعم وحيد بأن بعض أعضاء حكومته تورطوا في الفساد عندما كان في أمريكا. وأشار آخرون إلى أن استقالة حمزة كانت بسبب الاستياء من موقف وحيد التصالحي تجاه إسرائيل.
كانت خطة وحيد في أتشيه هي إجراء استفتاء. كان الهدف الاستفتاء اتخاذ قرار بشأن أنماط مختلفة من الحكم الذاتي بدلًا من اتخاذ قرار بشأن الاستقلال بشكل مشابه لما حدث في تيمور الشرقية. أراد وحيد أيضًا أن يتبنى موقفًا أكثر ليونة تجاه أتشيه من خلال تقليل عدد الأفراد العسكريين على الأرض. في 30 ديسمبر، زار وحيد جايابورا في بابوا، المقاطعة التي كانت تعرف آنذاك باسم إيريان جايا. خلال زيارته، نجح وحيد في إقناع قادة بابوا بأنه كان قوة للتغيير، وشجع أيضًا على استخدام اسم بابوا.

### 2000

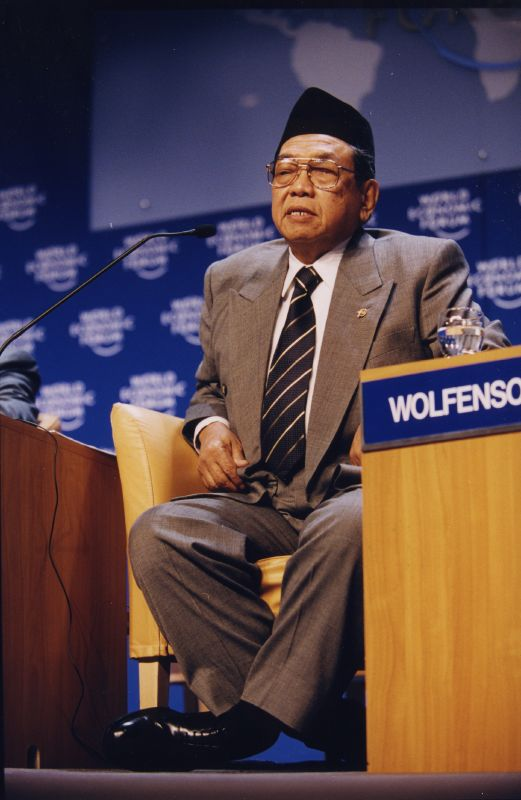
الرئيس وحيد في المنتدى الاقتصادي العالمي الذي عقد عام 2000.

في يناير، خرج وحيد برحلة خارجية أخرى إلى سويسرا لحضور المنتدى الاقتصادي العالمي وزار المملكة العربية السعودية في طريق عودته إلى إندونيسيا. في فبراير، خرج وحيد برحلة أخرى إلى أوروبا لزيارة المملكة المتحدة وفرنسا وهولندا وألمانيا وإيطاليا. في طريق عودته إلى أوروبا، زار وحيد الهند وكوريا الجنوبية وتايلاند وبروناي. شهد شهر مارس زيارة وحيد لتيمور الشرقية. في أبريل، زار وحيد جنوب إفريقيا في طريقه إلى قمة مجموعة الـ 77 في كوبا قبل أن يعود عبر مكسيكو سيتي وهونج كونج. في يونيو، زار وحيد أمريكا واليابان وفرنسا مرة أخرى مع إيران وباكستان ومصر كإضافات جديدة إلى قائمة الدول التي زارها.

### إقالات مجلس الوزراء
أثناء سفره إلى أوروبا في فبراير، بدأ وحيد في المطالبة باستقالة الجنرال ويرانتو، الذي شغل منصب وزير تنسيق السياسة والأمن. رأى وحيد أن ويرانتو يمثل عقبة أمام الإصلاح المخطط له للجيش بالإضافة إلى كونه عبئًا على حكومته بسبب انتهاكاته لحقوق الإنسان في تيمور الشرقية. عندما عاد وحيد إلى جاكرتا، تحدث ويرانتو معه وبدا ناجحًا في إقناع وحيد بعدم استبداله. لكنه غير رأيه وطالب باستقالته. في أبريل 2000، أقال وحيد وزير الصناعة والتجارة يوسف كالا ووزير الشركات المملوكة للدولة لاكسامانا سوكاردي. التفسير الذي قدمه هو أن الاثنين متورطان في الفساد، على الرغم من أنه لم يقدم أدلة تدعم ذلك مطلقًا. أدت هذه الخطوة إلى توتر علاقات وحيد مع جولكار وحزب PDI-P.

#### آتشيه
في مارس 2000، بدأت حكومة وحيد في فتح مفاوضات مع حركة أتشيه الحرة. وبعد شهرين، في مايو، وقعت الحكومة مذكرة تفاهم مع أمانة عمان الكبرى تستمر حتى بداية عام 2001، وقبل انتهاء وقت المذكرة انتهك الطرفان الموقعان الاتفاقية.

## روابط خارجية
- عبد الرحمن وحيد على موقع الموسوعة البريطانية (الإنجليزية)
- عبد الرحمن وحيد على موقع مونزينجر (الألمانية)
- عبد الرحمن وحيد على موقع إن إن دي بي (الإنجليزية)